# Rodolfo III de Hachberg-Sausenberg
Rodolfo III de Hachberg-Sausenberg (1343-1428) fue el hijo del margrave Rodolfo II de Hachberg-Sausenberg y Catalina de Thierstein. Heredó Hachberg-Sausenberg cuando su padre murió en 1352. Como en aquella época era menor de edad, su tío Otón I actuó como regente. Cuando Rodolfo III alcanzó la mayoría de edad, él y Otón I gobernaron conjuntamente hasta la muerte de Otón en 1384. Rodolfo III está considerado el más importante de los margraves de Hachberg-Sausenberg.

## Reinado

### Actividades constructivas
Rodolfo III inició una serie de proyectos constructivos. Dos portalones, un gran edificio y una torre fueron añadidos a su residencia en el castillo de Rötteln en 1360. En 1387 y 1392, se agregaron otros grandes edificios. En 1401, construyó una iglesia en la localidad de Rötteln (hoy iglesia evangélica). En 1418, amplió esta iglesia hasta ser la iglesia principal de su territorio. La tumba de Rodolfo y de su segunda esposa, Ana, ambas en esta iglesia, están consideradas grandes ejemplos del arte gótico en el Alto Rin.

### Expansión de la soberanía del país
Durante su largo reinado, Rodolfo fue capaz de ampliar significativamente la soberanía de su país:
- En 1365, intercambió la localidad de Huttingen a cambio de Höllstein (con el obispo de Basilea)
- En 1366, recibió una parte de Sausenberg de su tío Otón I
- En 1368 compró las villas de Weil am Rhein, Wintersweiler, Welmlingen, más otras menores en Haltingen y la ciudad y distrito de Otlikon del caballero Konrad de Münch.[3] También adquirió Dossenbach a Guillermo de Hauenstein y su hijo Henman de Hauenstein
- En 1394, el obispo Conrado de Münch le enfeudó un feudo en Brisgovia[4]
- En 1400, compró el Señorío de Neuenstein, incluyendo las villas de Gersbach, Schlechtbach, Raitbach, Kürnberg y Schweigmatt.[5] El castillo de Neuenstein había sido enfeudado a la abadía de San Blas, pero en 1401, el convento renunció a sus derechos sobre el castillo.[6]

## Matrimonio y descendencia
Rodolfo III se casó en primeras nupcias con Adelaida de Lichtenberg y después con Ana de Friburgo-Neuchâtel. El 13 de febrero de 1387, Rodolfo cerró un contrato de matrimonio con Conrado de Friburgo y Elsa de Neuchâtel para Ana, la hermana de Conrado de 13 años. Su dote serían 12.000 florines, en forma de la ciudad y el distrito de Sennheim valorados en 7.500 florines, el castillo de Istein, valorado en 3.000 florines, 1.500 florines en metálico, con la condición de que lo usaría para crear mansiones en la zona entre Hauenstein, el bosque y las montañas a ambos lados del río, dentro de un año después de la boda.
Con Adelaida no tuvo hijos. Con su segunda mujer, Ana, tuvo 13 descendientes, siete hijos y seis hijas. Un hijo y tres hijas murieron víctimas de la peste en 1420. Su hijo Otón (1388–1451) fue obispo de Constanza desde 1411 hasta 1434 como Otón III de Hachberg y fue el anfitrión del Concilio de Constanza en 1415. Como tal, se vio implicado en la muerte en la hoguera del reformador checo Jan Hus. El único otro hijo que le sobrevivió, fue el más joven, Guillermo, que le sucedió en 1428.

### Novela histórica
- Elke Bader: Anna von Rötteln — im Hagelsturm der Begierde, Jakobus-Verlag, Barsbüttel, 2008, ISBN 978-3-940302-11-3 (esta Anna von Rötteln es Ana de Friburgo)